# Peine de mort en Louisiane

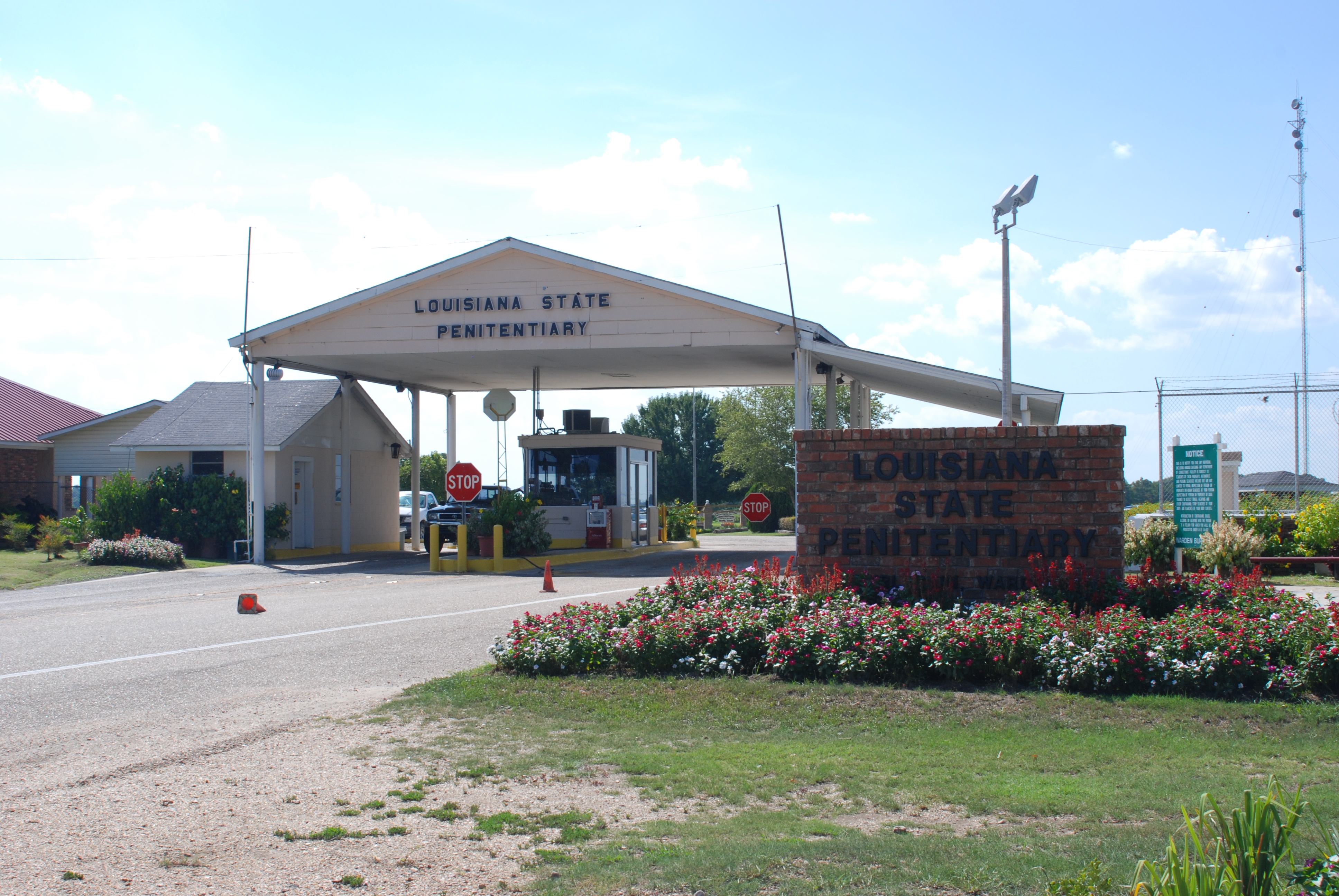
Louisiana State Penitentiary

La pendaison fut utilisée comme méthode d'exécution en Louisiane jusqu'en 1941, date à laquelle elle fut remplacée par la chaise électrique. L'injection létale se substitua à cette méthode en 1993. En mars 2025, l'État exécute pour la première fois un condamné au moyen de l'hypoxie à l'azote.
29 personnes ont été exécutées en Louisiane entre 1983 et 2025 dont les 20 premières avant 1992 par électrocution et les 8 suivantes par injection létale. Les exécutions ont lieu au Louisiana State Penitentiary (Paroisse de Feliciana Ouest) entre 18 heures et minuit. Avant l'introduction de la chaise en 1941, les exécutions se faisaient par pendaison.
Louisiana State Penitentiary est la seule prison habilitée à appliquer la peine de mort en Louisiane, le couloir de la mort pour les hommes et la chambre d'exécution s’y trouvent,. Le couloir de la mort pour les femmes est situé dans Louisiana Correctional Institute for Women (LCIW) à Saint-Gabriel.
La Louisiane détient un homme ayant obtenu la nationalité française après sa condamnation à mort, Michael LeGrand, qui a poignardé quarante fois avec divers ustensiles dont un tournevis et un crayon, un de ses amis, Rafael Santos, un immigré cubain, pour lui voler sa collection de CD.
En 1984, la Louisiane a exécuté Elmo Patrick Sonnier (en), qui a inspiré le film La Dernière Marche.

## L'affaire Kennedy v. Louisiana
La Louisiane est le premier État à avoir établi la peine de mort pour viol d'enfant après 1976 (en 1995) et le seul à avoir prononcé des condamnations en ce sens (2 dont une en 2007, alors que le pays comptait plus de 3 000 condamnés). Plusieurs États avaient commencé à promulguer ou à débattre de lois similaires dans le milieu des années 2000. Bien que la Cour suprême des États-Unis a déjà jugé la peine de mort anticonstitutionnelle pour viol en 1977 dans l'affaire Coker v. Georgia, la Cour suprême de Louisiane avait, elle, estimé que cette jurisprudence ne pouvait s'appliquer, l'affaire en question concernant le viol d'une adulte. En 2008, le condamné Patrick Kennedy saisit la Cour suprême et celle-ci statue en sa faveur par cinq voix contre quatre. La Cour jugea par la plume d'Anthony Kennedy qu'au vu du faible état d'application de cette pratique, il y avait « un consensus national sur la question » et qu'« il y a une différence entre le meurtre au premier degré d'une part et les autres crimes contre les personnes d'autre part, même si le viol peut dévaster psychologiquement un enfant et scandaliser le public, il ne peut être comparé au meurtre dans sa sévérité et son caractère irrévocable ». Le jugement cite également le fait que les violeurs pourraient perdre intérêt à laisser leur victime en vie ou encore que les victimes pourraient être dissuadées de dénoncer leurs proches parents en cas de viol. Des arguments qui furent vivement critiqués par les juges conservateurs dans leurs opinions dissidentes pour leur caractère « non-constitutionnel ». Le jugement précise toutefois qu'il n'affecte pas les autres crimes non-homicides comme l'espionnage, la trahison ou encore la direction d'un trafic de stupéfiants, des crimes qui, même s'il n'ont pour l'heure pas entraîné de condamnation à la peine de mort, en sont théoriquement tous passibles devant la justice fédérale.
Soutenu par le gouvernement fédéral, l'État de Louisiane demanda vainement ensuite à la haute juridiction de revoir sa décision en se basant sur le fait que la Cour ignorait que le Congrès avait voté en 2006 une loi rendant le viol passible de mort lorsqu'il est commis par un militaire.

## Exécutions depuis 1973
Les exécutions ont lieu à Angola, au Louisiana State Penitentiary.
| #  | Criminel           | Date              | Méthode(s)        | Crime(s)                                                                            | Gouverneur    |
| -- | ------------------ | ----------------- | ----------------- | ----------------------------------------------------------------------------------- | ------------- |
| 1  | Robert Williams    | 14 décembre 1983  | Chaise électrique | Meurtre en 1979 de l'agent de sécurité d'un supermarché lors d'un braquage.         | Dave Treen    |
| 2  | John Taylor        | 29 février 1984   | Chaise électrique | Meurtre en 1980 d'un homme en le poignardant lors d'une vente de voiture.           | Dave Treen    |
| 3  | Elmo Sonnier       | 5 avril 1984      | Chaise électrique | Meurtre en 1977 d'un couple d'adolescents âgés de dix-sept et dix-huit ans.         | Edwin Edwards |
| 4  | Timothy Baldwin    | 10 septembre 1984 | Chaise électrique | Meurtre en 1978 d'une retraitée aveugle en la battant à mort lors d'un cambriolage. | Edwin Edwards |
| 5  | Ernest Knighton    | 30 octobre 1984   | Chaise électrique | Meurtre en 1981 du patron d'une station-service lors du braquage de celle-ci.       | Edwin Edwards |
| 6  | Robert Willie      | 28 décembre 1984  | Chaise électrique | Meurtre en 1980 d'une auto-stoppeuse de dix-huit ans après l'avoir violée.          | Edwin Edwards |
| 7  | David Martin       | 4 janvier 1985    | Chaise électrique | Meurtre en 1977 de quatre personnes lors d'une crise de jalousie.                   | Edwin Edwards |
| 8  | Benjamin Berry     | 7 juin 1987       | Chaise électrique | Meurtre en 1978 de l'agent de sécurité d'une banque lors d'un braquage.             | Edwin Edwards |
| 9  | Alvin Moore        | 9 juin 1987       | Chaise électrique | Meurtre en 1980 de sa voisine après l'avoir cambriolée et violée.                   | Edwin Edwards |
| 10 | Jimmy Glass        | 12 juin 1987      | Chaise électrique | Meurtre en 1982 d'un couple lors d'un cambriolage le jour de Noël.                  | Edwin Edwards |
| 11 | Jimmy Wingo        | 16 juin 1987      | Chaise électrique | Meurtre en 1982 d'un couple lors d'un cambriolage le jour de Noël.                  | Edwin Edwards |
| 12 | Willie Celestine   | 20 juillet 1987   | Chaise électrique | Meurtre en 1981 d'une retraitée de quatre-vingt-un-ans après l'avoir violée.        | Edwin Edwards |
| 13 | Willie Watson      | 24 juillet 1987   | Chaise électrique | Meurtre en 1981 d'une étudiante après l'avoir kidnappée et violée.                  | Edwin Edwards |
| 14 | John Brogdon       | 30 juillet 1987   | Chaise électrique | Meurtre en 1981 d'une fillette de onze ans après l'avoir torturée et violée.        | Edwin Edwards |
| 15 | Sterling Rault     | 24 août 1987      | Chaise électrique | Meurtre en 1981 d'une jeune femme en la poignardant après l'avoir violée.           | Edwin Edwards |
| 16 | Wayne Felde        | 15 mars 1988      | Chaise électrique | Meurtre en 1978 d'un policier pour échapper à une arrestation.                      | Buddy Roemer  |
| 17 | Leslie Lowenfield  | 13 avril 1988     | Chaise électrique | Meurtre en 1982 de cinq personnes dont une fillette de quatre ans lors d'une crise. | Buddy Roemer  |
| 18 | Edward Byrne       | 14 juin 1988      | Chaise électrique | Meurtre en 1984 du caissier d'une station-service lors du braquage de celle-ci.     | Buddy Roemer  |
| 19 | Dalton Prejean     | 18 mai 1990       | Chaise électrique | Meurtre entre 1974 et 1977 d'un chauffeur de taxi et d'un policier pour s'échapper. | Buddy Roemer  |
| 20 | Andrew Jones       | 22 juillet 1991   | Chaise électrique | Meurtre en 1984 d'une fillette de onze ans après l'avoir violée.                    | Buddy Roemer  |
| 21 | Robert Sawyer      | 5 mars 1993       | Injection létale  | Meurtre en 1979 d'une jeune femme après l'avoir violée.                             | Edwin Edwards |
| 22 | Thomas Ward        | 16 mai 1995       | Injection létale  | Meurtre en 1983 de son beau-père pour se venger.                                    | Edwin Edwards |
| 23 | Antonio James      | 1er mars 1996     | Injection létale  | Meurtre en 1979 de deux hommes en leurs tirant dessus lors de deux braquages.       | Murphy Foster |
| 24 | John Brown         | 24 avril 1997     | Injection létale  | Meurtre en 1984 d'un homme en le poignardant sur un parking pour le dévaliser.      | Murphy Foster |
| 25 | Dobie Williams     | 8 janvier 1999    | Injection létale  | Meurtre en 1984 d'une femme en la poignardant lors du cambriolage de sa maison      | Murphy Foster |
| 26 | Feltus Taylor      | 6 juin 2000       | Injection létale  | Meurtre en 1991 de l'employé d'un fast-food lors du braquage de celui-ci.           | Murphy Foster |
| 27 | Leslie Martin      | 10 mai 2002       | Injection létale  | Meurtre en 1991 d'une jeune-femme de dix-neuf-ans après l'avoir violée.             | Murphy Foster |
| 28 | Gerald Bordelon    | 7 janvier 2010    | Injection létale  | Meurtre en 2002 de sa belle-fille de douze-ans après l'avoir violée.                | Bobby Jindal  |
| 29 | Jessie Hoffman Jr. | 18 mars 2025      | Hypoxie à l'azote | Meurtre en 1996 d'une jeune femme après un viol.                                    | Jeff Landry   |

Au 15 juin 2025 le couloir de la mort de Louisiane compte 54 condamnés dont une femme. Depuis 1973, 13 condamnés ont été graciés en Louisiane,.

## Crimes capitaux
- RS 14:113 - Trahison
- RS 14:30 - Meurtre au premier degré
- RS 14:42 - Viol aggravé sur mineur de treize ans